# Modisimus femoratus
Modisimus femoratus is een spinnensoort uit de familie trilspinnen (Pholcidae). De soort komt voor in Hispaniola. 